# 足利政氏
足利政氏（宽正三年1462年2月6日—享禄四年1531年8月30日）日本战国时代的武将，第2代古河公方，父亲为第一代公方足利成氏，母亲为簗田直助的女儿伝心院。父亲成氏为了再兴镰仓幕府而和室町幕府对抗，并和上杉氏和今川氏对立。1489年成氏因病而不能干政，最后让位于政氏继承家督。
长享之乱期间，在扇谷上杉氏当主上杉定正的拥护下和山内上杉氏当主上杉显定展开战争。定正死后，扇谷上杉氏的势力渐渐衰弱化。此时的政氏便转换和山内上杉氏联合和扇谷上杉氏上杉定正之子上杉朝良展开战争。永正二年（1505年）联合两家上杉氏对抗北条早云，后来因为其子足利高基意见不合而闹对立。永正九年（1512年）投靠小山政长并入往下野祗園城。最后让位于高基继承家督，自己出家号称道长，由小山氏庇护。后来又移居武藏久喜馆（现在的久喜市）至享禄四年（1531年）七月十八日逝世。